# مارماشن وانک
صومعه مارماشن (ارمنی: Մարմաշենի վանք) مجتمع رهبانی متعلق به سده ۱۰ام میلادی در ارمنستان که شامل پنج کلیسا در نزدیکی روستای مارماشن، استان شیراک می‌باشد. ساختمان‌ها در مارماشن شباهت بسیاری در سبک آنها با صومعه ختزکونک می‌باشد. این بنا به سبک معماری ارمنی طراحی شده‌است.

## نگارخانه

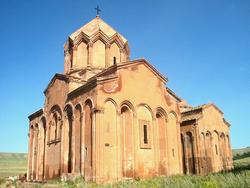
نمایی دیگر
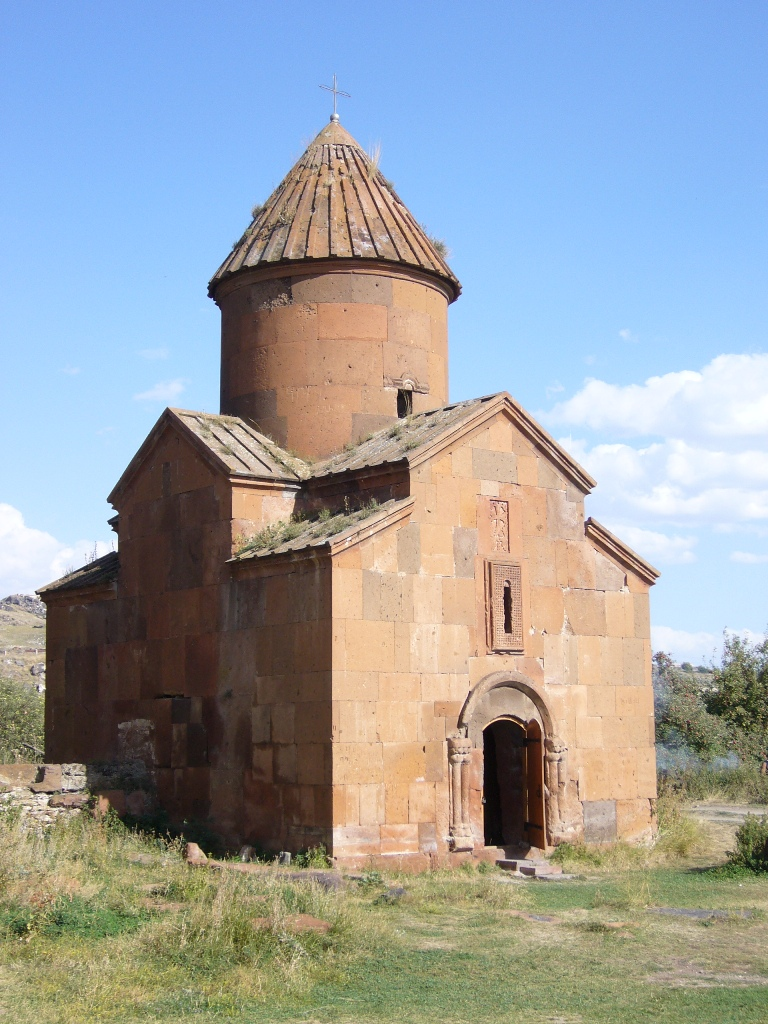
کلیسای کوچکتر در مجاورت کلیسای اصلی.
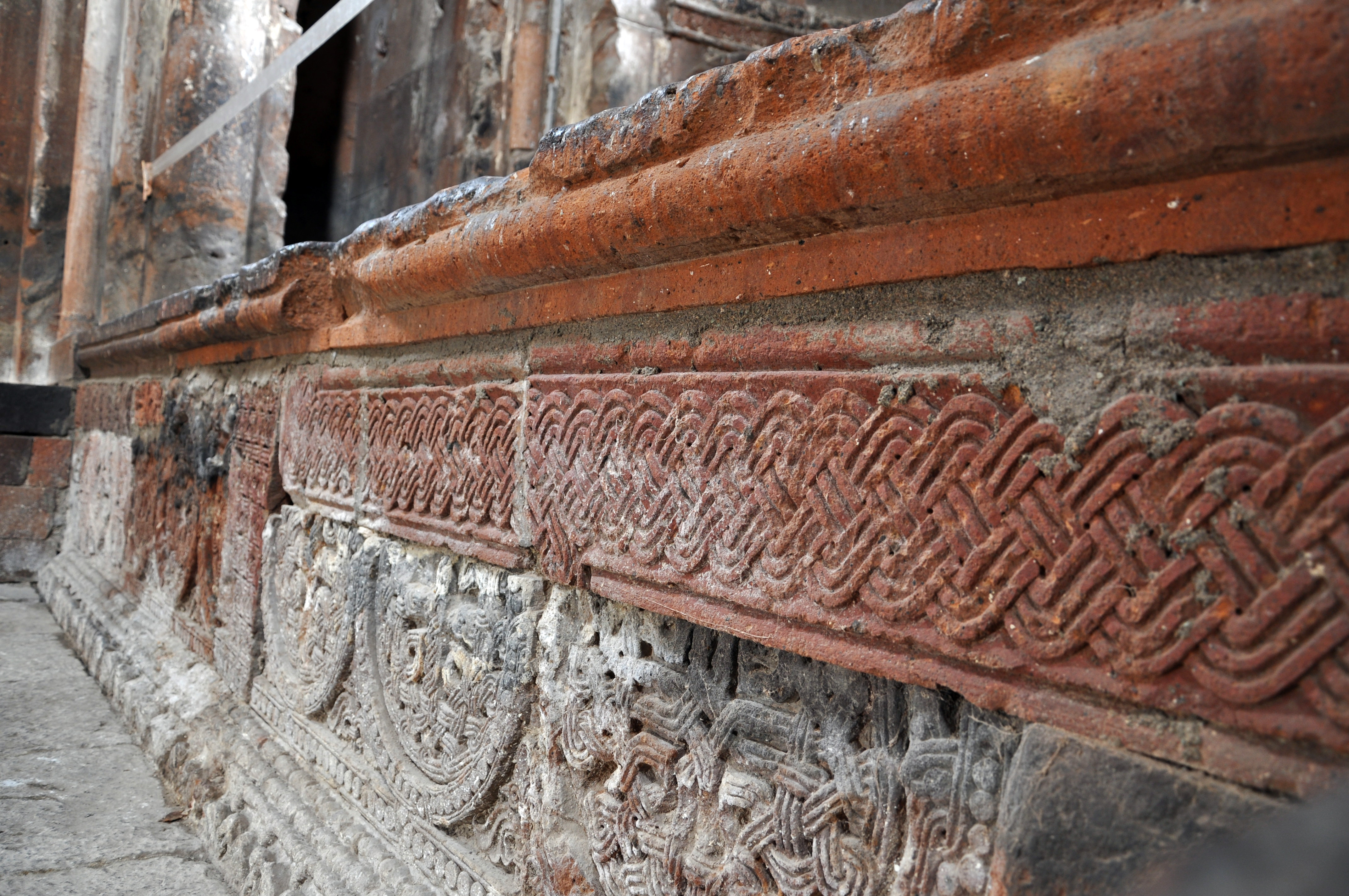
تزئینات در محراب.